# 도요오카촌 (지바현 조세이군)
도요오카촌(豊岡村)은 지바현 조세이군에 일찍이 존재했던 촌이다. 현재의 모바라시 북부에 해당한다.

## 역사
- 1889년 4월 1일 - 정촌제 시행에 수반해 나가라군 도요오카촌이 성립하였다.
- 1897년 4월 1일 - 나가라군, 가미하부군과 합병해 조세이군이 되었다.
- 1956년 9월 30일 - 혼노정, 도요오카촌과 합병해, 혼노정이 성립하여, 동일 도요오카촌은 폐지되었다